# Managementul riscului

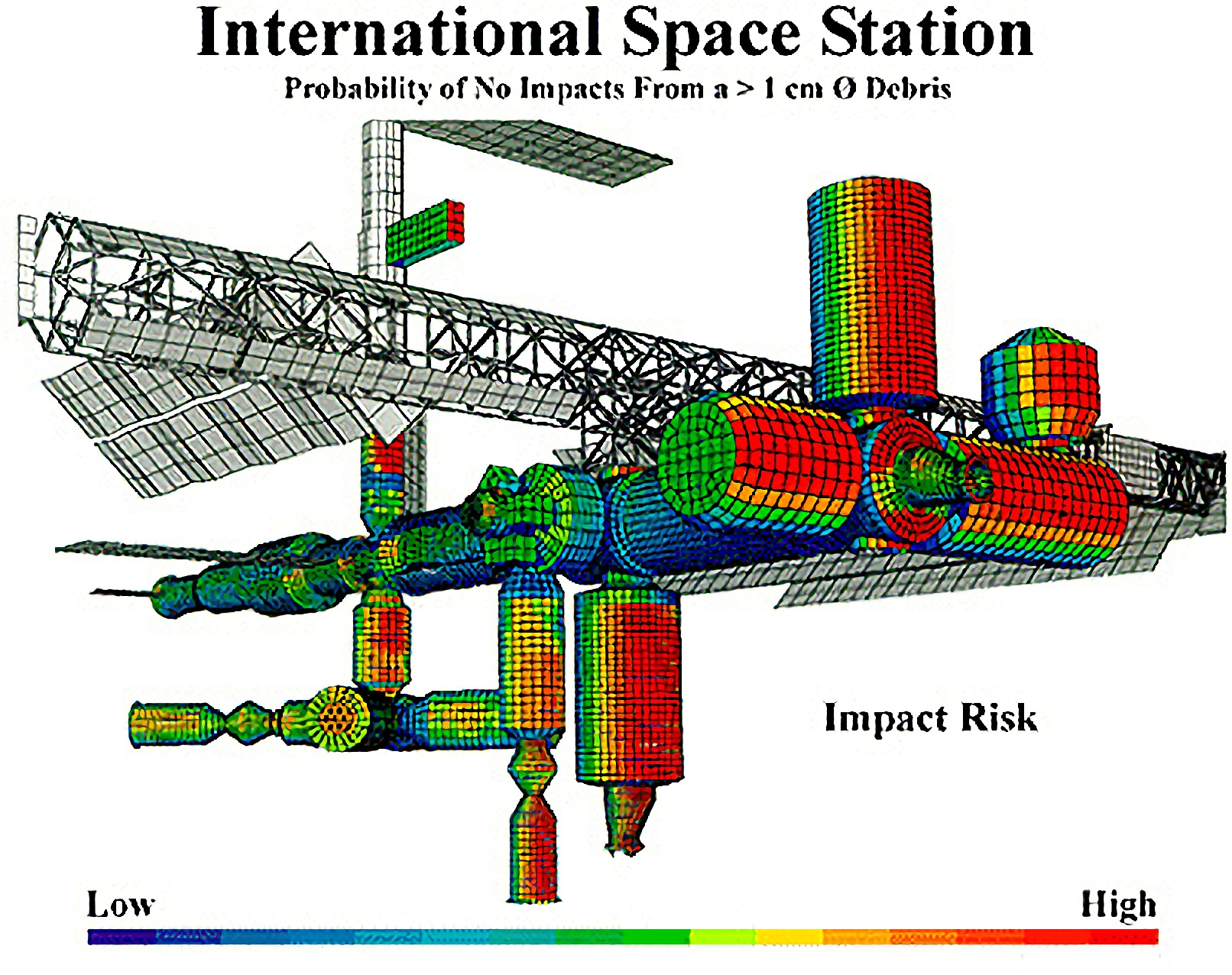
Exemplu de evaluare a riscurilor: Un model NASA care prezintă zonele cu risc ridicat de impact pentru Stația Spațială Internațională

Managementul riscului include procesele referitoare la identificarea , evaluarea și prioritizarea riscurilor , urmată de aplicarea economică a resurselor pentru  eliminarea sau diminuarea și finanțarea riscurilor, precum și controlul probabilității sau impactului evenimentelor nedorite la care poate fi expusă o organizație. Metodele, definițiile și obiectivele managementului riscului  variază  pe larg în funcție de faptul dacă metoda managementului riscului este aplicată în contextul managementului proiectelor, ingineriei, proceselor industriale, portofoliilor financiare sau sănătății și siguranței publice. Există tipuri de riscuri care sunt, de obicei, considerate ca fatalitate. Aici sunt incluse așa-numitele riscuri pure, cum sunt: incendii, cutremure, defecțiuni ale  utilajelor, furtuni, alte situații de urgență, viruși informatici,  etc. Aceste tipuri de riscuri provoacă pierderi în momentul apariției; ele sunt bruște și consecințele lor pot fi suficient de grave. Se poate defini riscul unei organizații ca fiind acel eveniment aleatoriu care aduce prejudicii resurselor tehnice, umane, financiare sau de marketing ale organizației, împiedicând-o să-și atingă obiectivele stabilite. 

## Metode
Procesul de management al riscului se desfășoară într-o succesiune de pași/faze, după cum urmează:
- Identificarea riscurilor: se stabilesc tipurile de riscuri
- Analiza riscurilor: se evaluează probabilitatea, severitatea, consecințele tipurilor de riscuri
- Evaluarea riscurilor implicate: planuri de diminuare, motivarea acceptării, prevenirea riscurilor
- Urmărire: monitorizarea metricilor riscurilor, validarea planurilor de diminuare a riscurilor
- Comunicare și raportare: decizii asupra riscurilor.

Pașii sau fazele procesului de management al riscurilor includ următorul conținut:
1. Identificarea riscurilor are ca scop să se stabilească tipurile de riscuri, să fie descrise cauzele principale ale acestor riscuri și să fie documentate caracteristicile fiecărui tip de risc. În esență, există două tipuri de riscuri care trebuie să fie identificate: riscuri interne și riscuri externe. Riscurile interne sunt cele pe care organizația le poate influența sau ține sub control, în timp ce riscurile externe sunt legate de modificarea mediului extern și pe care organizația nu le poate  influența. Exemple de riscuri externe pot fi: schimbări legislative, intensitatea concurenței pe piață etc.
2. Analiza riscurilor este procesul prin care riscurile sunt examinate mai detaliat, pentru a se determina gradul de risc și care dintre riscurile identificate sunt cele mai importante pentru a fi tratate. La analiza riscurilor se estimează probabilitatea de apariție, severitatea medie și perioada de timp în care trebuie întreprinse acțiuni; se clasifică riscurile similare și se ierarhizează riscurile. Pentru a sprijini analiza riscurilor se poate recurge la o serie de metode cum sunt studii, rezultatele unor teste, opiniile unor experți etc. Pentru evenimente cu probabilitate mică și cu consecințe critice, pentru care nu există suficiente date statistice se pot aplica metode de evaluare probabilistă a riscurilor, prin care riscul este evaluat cu valori numerice, prin produsul dintre probabilitate și severitatea consecințelor.
3. Evaluarea riscurilor identificate presupune cuantificarea riscurilor și luarea deciziei asupra unor riscuri particulare, în sensul de a stabili dacă riscurile sunt acceptabile (tolerabile) sau nu, dacă trebuie elaborate planuri de diminuare a riscurilor sau măsuri de prevenire a acestora. Acest gen de decizie asupra riscurilor constituie tratarea riscurilor. Variantele de tratare a riscurilor pot fi: a) evitarea riscului: riscul poate fi evitat atunci când persoanele sau organizația nu doresc să-l accepte. Este cea mai eficientă variantă de management al riscului, însă rezultatele vor fi mai slabe, întrucât multe oportunități profitabile (însă cu un  anumit risc) nu vor fi fructificate. b) diminuarea riscurilor urmărește să reducă probabilitatea de apariție și/sau să minimizeze consecințele riscului, dacă acesta apare. Riscul poate fi diminuat prin împiedicarea producerii pagubelor și prin control. Practic este imposibil să se prevină toate pagubele, în unele cazuri împiedicarea producerii daunelor costă mai mult decât daunele în sine. c) acceptarea riscurilor. Un risc este acceptabil dacă este agreat de managerii organizației. Un risc poate fi acceptabil dacă beneficiile sunt mai mari decât pierderile (pagubele) cauzate de evenimentele dăunătoare, generatoare de riscuri. d) transferul riscului este o abordare prin care se urmărește de a trece impactul riscului la altă persoană sau partener, prin intermediul contractului, asigurărilor, legislației etc.
4. Urmărirea și monitorizarea urmărește progresul și eficacitatea acțiunilor de tratare a riscurilor. Principalele rezultate ale acestei faze sunt rapoartele asupra stării riscurilor și o bază de date conținând lista de riscuri. Această listă de riscuri include o listare a tuturor riscurilor   identificate în ordinea ierarhizării lor, cauzele lor, probabilitățile de apariție, consecințele asupra obiectivelor organizației și starea curentă a riscurilor.
5. Faza de comunicare și raportare este esențială pentru ca managerii să poată lua decizii informate asupra riscurilor. În organizație trebuie să fie implementat un sistem de comunicare și raportare asupra riscurilor. Comunicările referitoare  la riscuri cuprind date despre probabilitatea riscurilor, consecințele acestora precum și planurile și acțiunile de diminuare a riscurilor.

## Zone

### Dezastre naturale
Este important să se evalueze riscul în ceea ce privește dezastrele naturale, cum ar fi inundație , cutremur și alte situații de urgență. Rezultatele evaluării riscului de dezastre naturale sunt valoroase atunci când se iau în considerare costurile viitoare de reparații, pierderile de întrerupere a activității și alte perioade de nefuncționare, efectele asupra mediului, costurile de asigurare și costurile propuse pentru reducerea riscului. Cadrul Sendai pentru Reducerea Riscului de Dezastre este un acord internațional din 2015 care a stabilit obiective și ținte pentru reducerea riscului de dezastre ca răspuns la dezastrele naturale. În Davos se organizează periodic Conferințe internaționale privind dezastrele și riscurile pentru a se ocupa de gestionarea integrală a riscurilor.
Mai multe instrumente pot fi utilizate pentru a evalua riscurile și gestionarea riscurilor dezastrelor naturale și a altor evenimente climatice, inclusiv modelarea geospațială, o componentă cheie a științei schimbărilor terenurilor . Această modelare necesită o înțelegere a distribuțiilor geografice ale oamenilor, precum și abilitatea de a calcula probabilitatea producerii unui dezastru natural.

## Comunicarea riscului
Comunicarea riscului este un domeniu academic interdisciplinar complex care face parte din managementul riscului și este legat de domenii precum comunicarea de criză. Scopul este de a ne asigura că publicul vizat înțeleg modul în care riscurile le afectează pe ele sau comunitățile lor, făcând apel la valorile lor.
Comunicarea riscurilor este deosebit de importantă în pregătirea pentru dezastre, sănătatea publică și pregătirea pentru riscul catastrofal global major. 
De exemplu, impactul schimbărilor climatice și al riscului climatic afectează fiecare parte a societății, astfel încât comunicarea acestui risc este o practică importantă de comunicare climatică, pentru ca societățile să planifice adaptarea la climă. În mod similar, în prevenirea pandemiei, înțelegerea riscurilor ajută comunitățile să oprească răspândirea bolilor și să îmbunătățească răspunsurile. 